# Cmentarz mariawicki w Nowej Sobótce
Cmentarz mariawicki w Nowej Sobótce – założony na początku XX wieku, cmentarz Kościoła Starokatolickiego Mariawitów położony w Nowej Sobótce, na terenie parafii św. Mateusza Apostoła i Ewangelisty i św. Rocha w Nowej Sobótce.
Cmentarz znajduje się za kościołem parafialnym. Na nekropolii spoczywają również mariawici z parafii Kościoła Starokatolickiego Mariawitów w Kadzidłowej, parafii Kościoła Katolickiego Mariawitów w Zieleniewie oraz nieistniejącej już krośniewickiej parafii mariawitów w Kajewie. Oprócz mariawitów na cmentarzu pochowani są także Świadkowie Jehowy.

## Historia
Parafia mariawicka w Sobótce powstała w 1905, a więc w okresie dynamicznego rozwoju idei mariawickiej na terenie Mazowsza i ziemi łódzkiej. W 1906 zakupiono działkę za 20 tysięcy rubli, które pochodziły z ofiar ludu mariawickiego. W ciągu niespełna roku zbudowano duży, neogotycki kościół, któremu nadano wezwanie apostoła św. Mateusza i św. Rocha wyznawcy. Niedługo potem zorganizowany został obszerny cmentarz dla wyznawców mariawityzmu. 
Cmentarz składa się z czterech kwater głównych i kwatery centralnej, w której pochowani są duchowni. Kwatery rozdzielone są brukowanymi alejkami. Na cmentarzu zachował się liczny cenny starodrzew oraz kilka zabytkowych pomników z początku istnienia parafii. 
Na cmentarzu spoczywają m.in.:
- kapł. Józef Maria Leon Miłkowski (1873–1947) – kapłan mariawicki, proboszcz strykowski w latach 1906–1923 oraz 1929–1934, proboszcz w Lipce w latach 1930–1931, proboszcz w Nowej Sobótce i Kadzidłowej w latach 1935–1947.
- kapł. Franciszek M. Feliks Anielak – wieloletni wikariusz parafii w Sobótce i opiekun kościoła w Kadzidłowej.
- kapł. Piotr Maria Ładysław Goliński (1882–1910) – założyciel parafii mariawickiej w Łanach koło Markuszowa.
- br. M. Roch Pieczewski (1856–1946) – opiekun kościoła w Kajewie koło Krośniewic.
- Zbigniewa Zofia Zychowicz – nauczycielka, długoletni dyrektor szkoły na Wygorzelach.

Ponadto pochowane są liczne siostry ze Zgromadzenia Sióstr Mariawitek pracujące w tutejszych parafiach. 
| L.p. | Imię z chrztu | Imię zakonne     | Nazwisko          | Wiek        | Data śmierci | Funkcja                                                            |
| 1    | Dorota        | Maria Daniela    | Anielak           | żyła lat 88 | 13 XII 1979  | główna gospodyni                                                   |
| 2    | Zofia         | Maria Flawiana   | Atłaska           |             | 20 V 1953    | praczka, szwaczka                                                  |
| 3    | Marianna      | Maria Zuzanna    | Basek             | żyła lat 88 | 30 X 1972    | opieka nad kościołem w Kadzidłowej                                 |
| 4    | Józefa        | Maria Emma       | Boguszewska       | żyła lat 76 | 6 III 1956   |                                                                    |
| 5    | Bronisława    | Maria Rozalia    | Cicha             | żyła lat 77 | 11 V 1965    | opieka nad chorymi                                                 |
| 6    | Apolonia      | Maria Alfonsa    | Dziedzic          | żyła lat 55 | 18 I 1946    | szwaczka, tkaczka                                                  |
| 7    | Leokadia      | Maria Hanna      | Hanysz            | żyła lat 74 | 30 VIII 1972 | opieka nad dziećmi w ochronce                                      |
| 8    | Weronika      | Maria Heliodora  | Kamińska          | żyła lat 74 | 28 I 1973    | szwaczka, tkaczka                                                  |
| 9    | Franciszka    | Maria Ferdynanda | Karwowska         |             | 1 XI 1949    |                                                                    |
| 10   | Antonina      | Maria Floriana   | Kosiorek          | żyła lat 71 | 8 VII 1958   |                                                                    |
| 11   | Maria         | Maria Agara      | Krzesińska        | żyła lat 56 | 16 XII 1946  | krawcowa                                                           |
| 12   | Zofia         | Maria Maura      | Kukla             | żyła lat 82 | XII 1981     | mleczarka, zielarka, robiła zastrzyki                              |
| 13   | Jadwiga       | Maria Józefina   | Rymwid-Mickiewicz | żyła lat 78 | 10 III 1962  | nauczycielka                                                       |
| 14   | Marianna      | Maria Afra       | Milczarek         | żyła lat 79 | 29 XI 1964   | ogrodniczka                                                        |
| 15   | Rozalia       | Maria Maksyma    | Miśkiewicz        | żyła lat 60 | 24 I 1960    |                                                                    |
| 16   | Marianna      | Maria Leopolda   | Olszewska         | żyła lat 82 | 28 I 1964    | kucharka                                                           |
| 17   | Stanisława    | Maria Koleta     | Patora            | żyła lat 39 | 30 VI 1944   |                                                                    |
| 18   | Maria         | Maria Eliza      | Patora            | żyła lat 64 | 20 I 1964    | siostra starsza (przełożona), w latach 1932-1936 proboszcz parafii |
| 19   | Stefania      | Maria Pelagia    | Pieczewska        |             |              |                                                                    |
| 20   | Cecylia       | Maria Malwina    | Potargowicz       | żyła lat 78 | 23 X 1970    | organistka                                                         |
| 21   | Marianna      | Maria Ludosława  | Radecka           |             | 4 VII 1953   | prace gospodarcze                                                  |
| 22   | Marianna      | Maria Arkadia    | Sapińska          | żyła lat 81 | 25 X 1965    |                                                                    |
| 23   | Dorota        | Maria Teofila    | Siuda             |             | 15 XII 1932  |                                                                    |
| 24   | Katarzyna     | Maria Melchiora  | Siuder            | żyła lat 64 | 14 I 1962    |                                                                    |
| 25   | Maria         | Maria Mirosława  | Zielińska         | żyła lat 82 | IX 1982      | nauczycielka                                                       |
| 26   | Apolonia      | Maria Wacława    | Żołędowska        |             | 6 VIII 1925  |                                                                    |
| 27   |               | Maria Alberta    |                   |             | 1922         |                                                                    |